# Pawlo Wassylyk
Pawlo Wassylyk (ukrainisch Павло Василик, polnisch Pawło Wasyłyk; * 8. August 1926 in Borysławka, Polen; † 12. Dezember 2004 in Iwano-Frankiwsk, Ukraine) war ein Bischof der Ukrainischen Griechisch-Katholischen Kirche und leitete die Eparchie Kolomyia-Tscherniwzi in der Ukraine.

## Leben
Pawlo Wassylyk entstammte einer Familie aus Przemyśl an der ukrainisch-polnischen Grenze. Die Eltern pflegten ein nationales ukrainisches Bewusstsein. Er war eines der insgesamt elf Kinder und wurde patriotisch erzogen. Er erlangte seine Hochschulreife auf einem Gymnasium in Przemysl und begann danach ein Theologiestudium. Er war seit seiner priesterlichen Berufung Mitglied der Griechisch-Katholischen Untergrundkirche in der Ukraine.

### Untergrundkirche
Bereits im November 1945 wurde er von den sowjetischen Machthabern von Polen in die Ukraine nach Ternopil deportiert. 1946 kam er nach Lemberg und setzte im geheimen Priesterseminar sein Theologiestudium fort. Von 1947 bis 1956 war er deshalb inhaftiert worden. Im Verlauf dieser Haftzeit, die ursprünglich auf zehn Jahre festgesetzt gewesen war, wurde er 1950 zum Diakon geweiht und war in den Gefängnissen als geheimer Seelsorger tätig. Nachdem er 1956 aus der Gefangenschaft entlassen wurde, weihte ihn am 18. November 1956 Bischof Mykolay Charnetskyi CSsR, der am 24. April 2001 von Papst Johannes Paul II. seliggesprochen wurde, zum Priester. 1959 wurde der junge Priester erneut inhaftiert und zu einer fünfjährigen Haftstrafe verurteilt. 1964 wurde er in das Exil verbannt. Auch nach 1964 wurde er ständig vom KGB verfolgt und beobachtet. Am 1. Mai 1974 weihte ihn der erzbischöfliche Exarch von Zentralasien Bischof Josafat Josyf Fedoryka OSBM zum Bischof. Wassylyk zählte somit zu den sogenannten Untergrundbischöfen der Griechisch-Katholischen Kirche in der Ukraine.

### Legalisierung der ukrainischen Kirche
Seit 1987 war Bischof Pawlo Wassylyk einer der aktiven Sprecher für die Freiheit der Kirche in der Ukraine. Er war Mitglied der Kommission, die 1989 beim russischen Präsidenten Michail Gorbatschow in Moskau eine Petition überreichte. Nach der Legalisierung der Griechisch-Katholischen Kirche in der Ukraine wurde Pawlo Wassylyk am 16. Januar 1991 zum Titularbischof von Plotinopolis ernannt. Papst Johannes Paul II. ernannte ihn am 20. April 1993 zum Bischof von Kolomyia-Tscherniwzi.

## Ehrungen
Für seine besonderen Verdienste um die Kirche und dem unermüdlichen Einsatz für das ukrainische Volk verlieh ihm die Seton Hall University (USA) die Ehrendoktorwürde der Geisteswissenschaften. Für seine weiteren Verdienste um die Diözese Kolomyia-Tscherniwzi und den Wiederaufbau der Griechisch-Katholischen Kirche ernannte ihn das Institut für Wirtschaft und Recht in Iwano-Frankiwsk zum Ehrendoktor.

## Konsekrationen
Bischof Wassylyk weihte Mykola Simkaylo, Wolodymyr Wijtyschyn und Taras Senkiw OM zu Priestern und war Mitkonsekrator bei Wolodymyr Wijtyschyn zum Bischof von Kolomyia-Tscherniwzi.